# Naja melanoleuca
Naja melanoleuca eller Skogskobra är en ormart som beskrevs av Hallowell 1857. Naja melanoleuca ingår i släktet Naja och familjen giftsnokar. Inga underarter finns listade i Catalogue of Life.
Denna orm förekommer i stora delar av Afrika. arten kan inte spotta sitt gift.